# 21990 Garretyazzie
21990 Garretyazzie è un asteroide della fascia principale. Scoperto nel 1999, presenta un'orbita caratterizzata da un semiasse maggiore pari a 2,9169326 au e da un'eccentricità di 0,1013397, inclinata di 2,56222° rispetto all'eclittica.
L'asteroide è dedicato allo studente statunitense Garrett Michael Yazzie.